# Philodromus grosi
Philodromus grosi este o specie de păianjeni din genul Philodromus, familia Philodromidae, descrisă de Lessert, 1943.
Este endemică în Congo. Conform Catalogue of Life specia Philodromus grosi nu are subspecii cunoscute.